# 文書提出命令
文書提出命令（ぶんしょていしゅつめいれい）は、民事訴訟手続において、裁判所が、本案訴訟の一方当事者の申立てに基づき、相手方又は第三者の所持する文書の提出を求める裁判上の開示請求手続のひとつ。民事訴訟法の開示請求手続にはこの他、証拠保全、当事者照会、文書送付の嘱託などがある。

## 申立て
文書提出命令の申立てをするには、文書の表示、文書の趣旨、文書の所持者、文書により証明する事実、提出義務の原因を明記して、書面によりしなければならない（民事訴訟法221条1項、民事訴訟規則140条1項）。

### 文書提出義務
現在の民事訴訟法では、文書提出義務は一般義務（除外事由がない限り一般的に提出義務が課せられる）とされ、当事者の引用文書、申立人が引渡し又は閲覧請求権を有する文書、申立人にとっての利益文書・法律関係文書のほか、一般義務文書が対象となる。公務秘密文書、自己利用文書、刑事・少年事件記録については提出義務がないが、それに当たるか否かの審理はインカメラ（in camera. イン・カメラ。「密室」を意味するラテン語。ここでは非公開の秘密審理手続の意味。）で裁判所が当該文書を提示させて判断することができる。

## 各種手続

### 命令が出ない場合
文書提出命令の申立てがあると、裁判所はその判断をしなければならない（最判昭30年3月24日民集9巻3号357頁）。裁判は決定でなされ、決定に不服のある所持者である当事者若しくは第三者又は命令の申立人は即時抗告をすることが可能である。
ただし裁判所は、たとえ文書提出義務（民事訴訟法第220条）のある証拠に関する申立てであっても、証拠調べの必要性がないことを理由として申立てを棄却することができる。さらに最高裁判所は2000年、証拠調べの必要性がないことを理由としてした棄却決定に対する抗告を認めないことを判例の傍論として示した。証拠を確かめないまま証拠調べの必要性がないと判断された場合に抗告が出来ないことは当事者の権利の侵害であるとして判例違憲訴訟（特別抗告）が申し立てられることがある。
日本国憲法は、少なくとも二審制、あるいは三審制を保障していると言われているが、判例のみを見ても、「証拠調べの必要性がない」として抗告を認めなかった事例は複数存在する。
第1審で証拠調べの必要性が無いことを理由に却下したのと同様の申立てを続審である控訴審で申し立てたり、控訴審が証拠調べの必要性を認めなかった判断については上告審で原審の証拠調べ採否に関する裁量権逸脱を法令違反として上告受理申立て理由（高裁への上告の場合は上告理由）として主張することで争うことが考えられる。

### 命令が出た場合
当事者が文書提出命令に従わないとき、裁判所は申立人の主張を真実とみなすことができる（民事訴訟法224条1項）。第三者に対して文書提出命令を発するには審尋が必要であり、従わない場合は20万円以下の過料に処する決定をする。